# 達溫山
47°10′0″N 10°28′0″E / 47.16667°N 10.46667°E

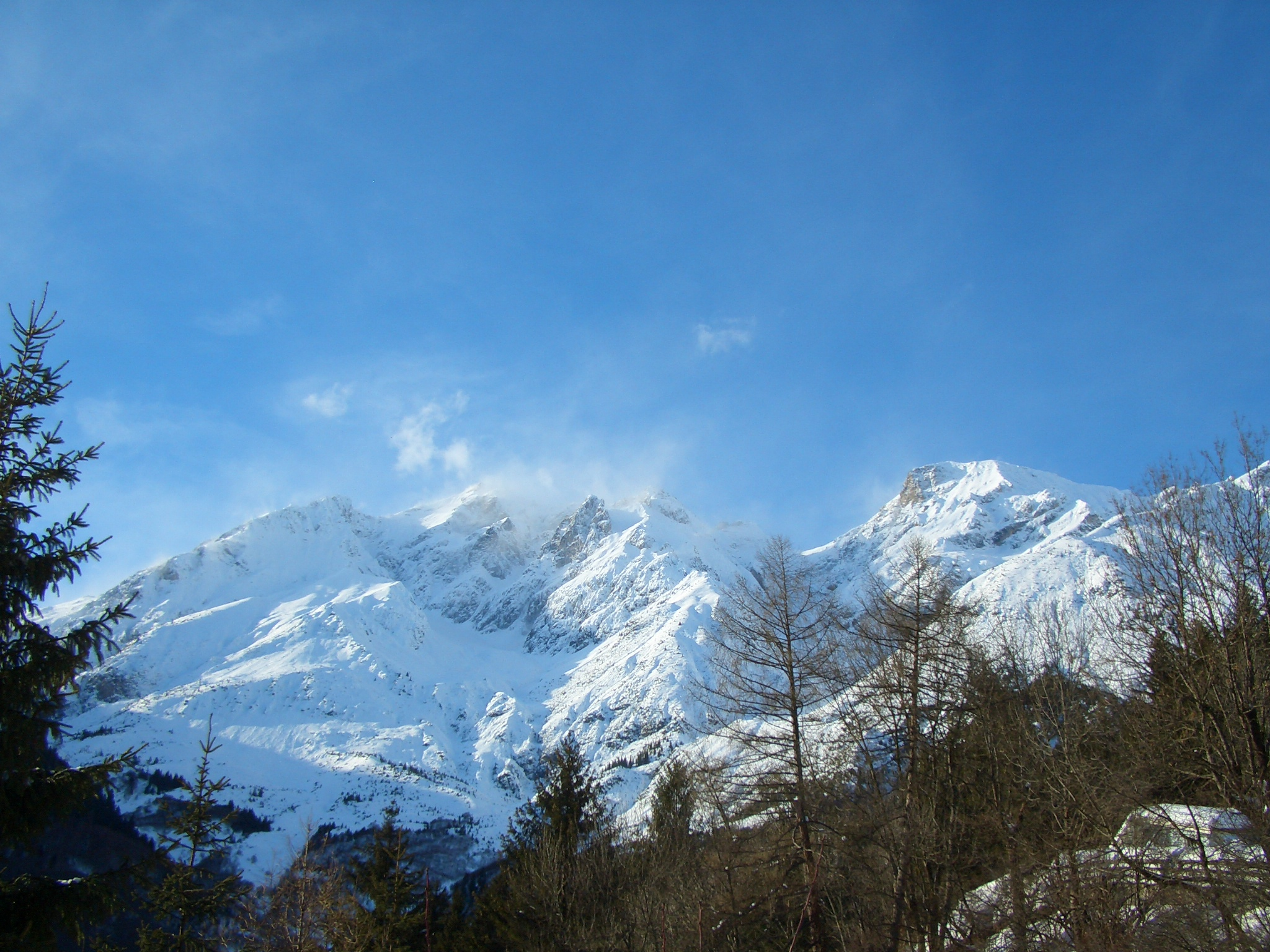

達溫山（德語：Dawinkopf），是奧地利的山峰，位於該國西部，由蒂羅爾州負責管轄，屬於萊希塔爾阿爾卑斯山脈的一部分，距離帕賽爾峰0.9公里，海拔高度2,970米，人類在1885年首次登頂。